# Лук шероховатостебельный
Лук шероховатостебельный (лат. Allium scabriscapum) — многолетнее травянистое растение, вид рода Лук (Allium) семейства Луковые (Alliaceae).

## Распространение и экология
В природе ареал вида охватывает Среднюю Азию, Ближний и Средний Восток.
Произрастает по щебнистым склонам в нижнем поясе гор.

## Ботаническое описание
Луковицы цилиндро-конические, толщиной около 1 см, скучены по нескольку, прикреплены к короткому восходящему корневищу, с буроватыми сетчатыми оболочками. Стебель высотой 25—50 см, прямой, бороздчатый, шероховатый, реже почти гладкий, при основании одетый гладкими или шероховатыми влагалищами листьев.
Листья в числе 4—6, линейные, шириной 2—4 мм, плоские, шероховатые или иногда волосистые, значительно короче стебля.
Зонтик полушаровидный или, чаще, шаровидный, многоцветковый, рыхловатый, ломкий. Листочки широко-колокольчатого, почти полушаровидного околоцветника жёлтые, длиной 4—6 мм, почти равные, продолговатые, тупые. Нити тычинок равны или на треть короче листочков околоцветника, при основании сросшиеся, цельные. Столбик выдается из околоцветника.
Коробочка немного короче околоцветника.

## Таксономия
Вид Лук шероховатостебельный входит в род Лук (Allium) семейства Луковые (Alliaceae) порядка Спаржецветные (Asparagales).
|  |                                      |  |                                                             |                                                             |                   |  | ещё 24 семейства (согласно Системе APG II) | ещё 24 семейства (согласно Системе APG II) |                              |  |  |  | ещё более 870 видов |
|  |                                      |  |                                                             |                                                             |                   |  | ещё 24 семейства (согласно Системе APG II) | ещё 24 семейства (согласно Системе APG II) |                              |  |  |  | ещё более 870 видов |
|  |                                      |  |                                                             | порядок Спаржецветные                                       |                   |  |                                            |                                            | род Лук                      |  |  |  |                     |
|  |                                      |  |                                                             | порядок Спаржецветные                                       |                   |  |                                            |                                            | род Лук                      |  |  |  |                     |
|  | отдел Цветковые, или Покрытосеменные |  |                                                             |                                                             | семейство Луковые |  |                                            |                                            | вид Лук шероховатостебельный |  |  |  |                     |
|  | отдел Цветковые, или Покрытосеменные |  |                                                             |                                                             | семейство Луковые |  |                                            |                                            |                              |  |  |  |                     |
|  |                                      |  | ещё 44 порядка цветковых растений (согласно Системе APG II) | ещё 44 порядка цветковых растений (согласно Системе APG II) |                   |  |                                            | ещё около 300 родов                        | ещё около 300 родов          |  |  |  |                     |
|  |                                      |  |                                                             | ещё 44 порядка цветковых растений (согласно Системе APG II) |                   |  |                                            |                                            | ещё около 300 родов          |  |  |  |                     |